# John Scofield
John Scofield (Dayton, 1951. december 26. –) háromszoros Grammy-díjas amerikai gitáros.
John Scofield a modern jazz állócsillaga. Tulajdonképpen elmondhatjuk róla, hogy az elmúlt negyven évben töretlenül a jazz élvonalában volt.
Zenészpartnerei voltak: Miles Davis, Dave Liebman, Joe Henderson, Charles Mingus, Joey DeFrancesco, Herbie Hancock, Eddie Palmieri, Pat Metheny, Bill Frisell, Joe Lovano, Pat Martino, Mavis Staples, Phil Lesh, Billy Cobham, Medeski Martin & Wood, George Duke, Jaco Pastorius, John Mayer, Robert Glasper, Gov’t Mule.

## Pályafutása
Connecticut egyik külvárosában nőtt fel. 11 éves korában kezdett gitározni. A rock és blues különböző irányzatainak előadásán gyakorolt. A hetvenes években indult be karrierje Billy Cobham és Dave Liebmann zenekaraiban. 1983-86 között Miles Davis együttesében lett világhírű.
Minden évben kiad egy-egy új lemezt. Gitárhangja egyedi, kizárólag rá jellemző. Óriási a rajongótábora.

## Lemezek
- 1977: East Meets West
- 1977: John Scofield / Live
- 1978: Rough House
- 1979: Who’s Who?
- 1980: Bar Talk
- 1980: Four Keys
- 1980: Spoons (Who’s Who), Sampler
- 1981: Out Like a Light
- 1981: Shinola
- 1982: Solar
- 1984: Electric Outlet
- 1986: Still Warm
- 1987: Blue Matter
- 1987: Pick Hits – Live
- 1988: Loud Jazz
- 1990: Flat Out
- 1990: Time on My Hands
- 1991: Meant to Be
- 1991: East Coast Blow Out
- 1992: Grace Under Pressure
- 1993: Quartet
- 1993: What We Do
- 1994: Hand Jive
- 1994: I Can See Your House from Here
- 1995: Groove Elation
- 1996: Quiet
- 1998: A Go Go
- 1999: Shortcuts
- 2000: Bump
- 2001: Works for Me
- 2002: Überjam
- 2003: Oh!
- 2003: Up All Night
- 2004: En route
- 2005: That’s What I Say
- 2007: This Meets That
- 2009: Piety Street
- 2010: 54
- 2011: A Moment’s Peace
- 2013: Überjam Deux
- 2015: Sco-Mule
- 2015: Past Present
- 2016: Country for Old Men
- 2017: Hudson
- 2018: Combo 66
- 2020: Swallow Tales
- 2022: John Scofield
- 2023: Uncle John’s Band[6]